# Set the Night to Music
Set the Night to Music è un album in studio della cantante statunitense Roberta Flack, pubblicato nel 1991.

## Tracce
1. The Waiting Game (Claude Gaudette, Alan Roy Scott) - 4:38 (con Quincy Jones)
2. Set the Night to Music (Diane Warren) - 5:23 (con Maxi Priest)
3. When Someone Tears Your Heart In Two (Bob Gaudio, Madeline Stone) - 4:04
4. Something Your Heart Has Been Telling Me (Bette Midler, Robert Kraft, Barry Reynolds) - 4:56
5. You Make Me Feel Brand New (Thomas Bell, Linda Creed) - 4:58
6. Unforgettable (Irving Gordon; Intro Arif Mardin) - 5:30 (con Mark Stevens)
7. Summertime (Sharon Robinson, Leonard Cohen) - 4:22
8. Natural Thing (Jerry Barnes, Katreese Barnes) - 4:41
9. My Foolish Heart (Ned Washington, Victor Young) - 4:39
10. Friend (Jerry Barnes, Katreese Barnes) - 3:00
11. Always (Irving Berlin; Roberta Flack, Barry Miles) - 4:35